# Niels Fredborg
Niels Christian Fredborg (28 ottobre 1946) è un ex pistard danese.

## Carriera
Ha vinto tre medaglie olimpiche nel ciclismo su pista. In particolare ha conquistato la medaglia d'oro alle Olimpiadi di Monaco di Baviera 1972 nella gara di 1 km da fermo, la medaglia d'argento alle Olimpiadi di Città del Messico 1968 sempre nella km da fermo e la medaglia di bronzo alle Olimpiadi di Montreal 1976, anche in quest'occasione nella km da fermo.
Ha partecipato anche alle Olimpiadi 1964.
Nelle sue partecipazioni ai campionati del mondo di ciclismo su pista ha conquistato tre medaglie d'oro (1967, 1968 e 1970), una d'argento (1968) e una di bronzo (1980) in diverse specialità.